# Rolande met de bles
Rolande met de bles is een Belgische dramafilm uit 1971 onder regie van Roland Verhavert. Het scenario is gebaseerd op de roman De 40 brieven van Rolande (1944) van de Vlaamse auteur Herman Teirlinck.
Jan Decleir vertolkt de hoofdrol met Dora van der Groen als Coleta, zijn moeder en Robert Marcel als Hardwin, zijn grootvader die het familiebezit tracht te beschermen. Hilde Uitterlinden is zijn schoonzus en verloofde Emily, Elizabeth Teissier vertolkt zijn minnares Rolande en Liliane Vincent is haar bondgenote Diane.

## Verhaal
De Vlaamse edelman Renier Joskin de Lamarache heeft tijdens de Eerste Wereldoorlog een verhouding met de Franse Rolande. Hij leerde Rolande kennen wanneer hij in de oorlog gewond raakte, het was zij die hem in een lazaret verzorgde. Terug thuis waar zijn echtgenote was overleden en zijn schoonzus Emily voor zijn ziekelijk zoontje Ogier zorgt, start hij een vurige correspondentie met Rolande. Die Rolande manipuleert hem, houdt hem aan het lijntje en perst voortdurend bijkomend geld af, zogezegd voor de uitbouw van een keten van schoonheidssalons door haar vriendin Diane.  Ogier overlijdt aan zijn zwakke gezondheid en handicap, zijn schoonzus Emily gunt hij geen blik meer waard ondanks de plannen te huwen waardoor deze instort en opgenomen wordt in een psychiatrische instelling. Uiteindelijk voert de affaire hem en zijn familie hierdoor in de ondergang. De brieven tussen de geliefden worden regelmatig buiten beeld voorgelezen, in de taal van de briefschrijver, met ondertiteling van de Franse teksten.

## Rolverdeling
| Acteur              | Personage                  |
| ------------------- | -------------------------- |
| Jan Decleir         | Renier Joskin de Lamarache |
| Elizabeth Teissier  | Rolande                    |
| Liliane Vincent     | Diane                      |
| Robert Marcel       | Hardwin                    |
| Hilde Uitterlinden  | Emily                      |
| Dora van der Groen  | Coleta                     |
| Luc Philips         | Notaris Moorjan            |
| Veerle Wijffels     | Simone Moorjan             |
| Raoul de Manez      | Clarence                   |
| Rudi Van Vlaenderen | Dr. Ferguson               |
| Ann Christy         | Chansonnière               |
| Guido Claus         | Tastenoy                   |
| Sandra Gail Collins | Sky Pink                   |
| Ivan Cornette       | Ogier                      |
| Veronique Steeno    | * [[]]: Raf Tastenoy       |